# Caicedonia (ort)
Caicedonia är en ort i Colombia.   Den ligger i departementet Valle del Cauca, i den centrala delen av landet, 200 km väster om huvudstaden Bogotá. Caicedonia ligger 1 165 meter över havet och antalet invånare är 32 417.
Terrängen runt Caicedonia är varierad. Runt Caicedonia är det ganska tätbefolkat, med 60 invånare per kvadratkilometer. Närmaste större samhälle är Sevilla, 13,8 km sydväst om Caicedonia. I omgivningarna runt Caicedonia växer i huvudsak städsegrön lövskog.